# Maurits Binger
Pour les articles homonymes, voir Binger.
Maurits Herman Binger (Haarlem, 5 avril 1868 à Wiesbaden, 9 avril 1923) est un scénariste, producteur et réalisateur de films néerlandais. Avec Theo Frenkel et Louis H. Chrispijn, c'est un des pionniers du cinéma néerlandais.

## Biographie
En 1912, il fonde la Filmfabriek Hollandia. Il aurait produit 80 % des films néerlandais entre 1912 et 1922.
En 1913, il produit et codirige L'Échelle vivante, premier long métrage néerlandais.
De 1919 à 1923, il dirige l'Anglo-Hollandia (en) qui tente de produire des films pour les marchés anglais et néerlandais.

## Filmographie partielle
- 1913 : L'Échelle vivante (De Levende Ladder)
- 1916 : Majoor Frans
- 1916 : Le Secret du phare (Het geheim van den vuurtoren)
- 1916 : La Renzoni
- 1918 : Amerikaansche meisjes
- 1922 : De Jantjes

## Postérité
Le Binger Filmlab (en) s'est ouvert à Amsterdam en 1996.
Son petit-fils, Derk Snoep (nl), est devenu directeur du musée Frans Hals.

## Crédits
- (nl) Cet article est partiellement ou en totalité issu de l’article de Wikipédia en néerlandais intitulé « Maurits Binger » (voir la liste des auteurs).